# Ramulus perfidus
Ramulus perfidus är en insektsart som först beskrevs av Giglio-Tos 1914.  Ramulus perfidus ingår i släktet Ramulus och familjen Phasmatidae. Inga underarter finns listade i Catalogue of Life.